# Олбург (селище, Вермонт)
Олбург (англ. Alburgh) — селище (англ. village) в США, в окрузі Ґранд-Айл штату Вермонт. 